# Vahidin Musemić
Vahidin Musemić (29 de octubre de 1946 - 30 de junio de 2023) fue un futbolista  bosnio que jugó como delantero en el FK Sarajevo, OGC Nice y la selección de Yugoslavia, con quien fue subcampeón de la Eurocopa 1968.

## Carrera profesional
Durante su carrera con el FK Sarajevo, Musemić se convirtió en una de las leyendas del club, pero se hizo conocido por sus actuaciones sobresalientes con el equipo nacional de fútbol de Yugoslavia de comienzos de los años setenta. Él ganó el apodo Orao (el águila) debido a su gran capacidad para elevarse sobre los defensas y cabecear a portería. Terminó su carrera en el OGC Nice francés.